# 恋するダルスン 〜幸せの靴音〜
『恋するダルスン 〜幸せの靴音〜』（こいするダルスン しあわせのくつおと、原題：꽃 피어라 달순아!）は、2017年の韓国のテレビドラマ。KBSテレビ小説として2017年8月14日から2018年2月9日にかけて放送された。129話。
「父親」だと信じていた人物が実父を殺害した真実と正体を知り命を狙われて記憶を失い、成長して靴職人となった女性を描いた物語。
2013年に放送されたKBSテレビ小説『夢みるサムセン』で漢方医を目指す主役サムセンを演じ、好評を得たホン・アルムが4年ぶりに再びKBSテレビ小説に主演し、本作では靴職人となる主役ダルスンを演じた。ムン・ヨンフンが脚本を書き、シン・チャンソクが演出した。
ドラマ全編の動画がKBSの公式ウェブサイトで無料で公開されている。

## 登場人物

### 主要人物
コ・ダルスン / ハン・ウンソル
演 - ホン・アルム
本作の主人公。本名ハン・ウンソル。イ・ジェハとソン・ヨンファの実の娘。ハン・テソンを父として育ち、記憶喪失後カン・ブニの養女コ・ダルスンとして生きて行く。靴職人になる。
ハン・ホンジュ / コ・ジョンオク
演 - ユン・ダヨン
カン・ブニの実の孫娘コ・ジョンオク。ハン・テソンと妻ソン・ヨンファの養女ハン・ホンジュとなって生きて行く。
チョン・ユンジェ
演 - ソン・ウォンソク
新人医師。ハンガン皮革社長チョン・ソンギの息子で、母の死後に現れた父によって少年ウォンソクはチョン家に入る。
ソ・ヒョンド
演 - カン・ダビン
チョン・ユンジェの従兄弟。ハンガン皮革の総務部長。

### テソンと周辺人物
ハン・テソン
演 - イム・ホ
イ・ジェハを死なす。ソン・ヨンファと結婚する。
ソン・ヨンファ
演 - パク・ヒョンジョン
資産家の一人娘。ずっとジェハのことが好きで、ジェハとの子ウンソルをジェハの死後に産み、ハン・テソンと結婚する。9年後、娘ウンソルが行方不明になり、ホンジュを養女にする。
ハン・テスク
演 - キム・ミニ
テソンの妹。

### ハンガン皮革
チョン・ソンギ
演 - チェ・ジェソン
ハンガン皮革社長。初恋相手の息子ユンジェの父。
ソ・ミリョン
演 - チョ・ウンスク
チョン・ソンギの妻。ユンジェの戸籍上の母。

### ダルスンの周辺人物
カン・ブニ
演 - キム・ヨンオク
孫のジョンオクを養女として育てる。ダルスンを救って育てる。その後ジョンオクは失踪する。
イ・ジェハ
演 - チェ・チョロ
ダルスンの実父。ソン・ヨンファの婚約相手。

### ヒョンドの周辺人物
ソ・ボンシク
演 - ホン・イルグォン
ソ・ヒョンドの父。
アン・チュジャ
演 - チェ・ワンジョン
ヒョンドの母。ボンシクの元妻。
ソ・ヒョンジョン
演 - イ・ミンジ
ヒョンドの妹。

## スタッフ
- 脚本：ムン・ヨンソク[6]
- 演出：シン・チャンソク[6]

## 欠放事由及び延長
- 2017年10月4日 : 《不朽の名曲 - 伝説を歌う》再放送による欠席。
- 恋するダルスン 〜幸せの靴音〜 放送分量が120話から9回延長され、129話に変更・確定された。